# Ermida do Nossa Senhora da Candelária (São Mateus da Calheta)
A Ermida do Nossa Senhora da Candelária é uma ermida que se localiza na freguesia de São Mateus da Calheta, concelho de Angra do Heroísmo, ilha Terceira, arquipélago dos Açores, Portugal.
Esta ermida foi edificada no século XVII.